# آگوستاوستلند ای‌دابلیو۱۳۹
آگوستاوستلند ای‌دابلیو۱۳۹ (به انگلیسی: AgustaWestland AW139) یک بالگرد ساختِ کارخانهٔ آگوستاوستلند است. این بالگرد برای نخستین بار در ۳ فوریه ۲۰۰۱ میلادی مورد استفاده قرار گرفت.